# Дубровка (Брянский район)
Дубровка — деревня в Брянском районе Брянской области России. Входит в состав Новодарковичского сельского поселения. Находится в пригородной зоне г. Брянска.

## География
Расположена в 2 км к северу от городской черты г. Брянска, в 1 км к западу от посёлка Новые Дарковичи.

## Топоним
Ппервоначальное название — сельцо Новое Матвеевское; современное название с конца XIX века.

## История
Основана около 1850 года как поместье М. Ф. Жабина. Входила в приход села Дарковичи. С 1890-х гг. близ деревни действовал винокуренный завод.
С 1861 по 1924 год входила в Любохонскую волость Брянского (с 1921 — Бежицкого) уезда; позднее в Бежицкой волости; с 1929 в Брянском районе.
До 1959 года в Дарковичском сельсовете (в 1926—1934 гг. — временно в Чайковичском), в 1959—1982 гг. в Толвинском сельсовете.

## Население
| 2010 | 2012 | 2013 |
| ---- | ---- | ---- |
| 824  | ↗839 | ↘825 |

## Известные уроженцы, жители
Климент Александрович Звонарёв (1902—1986) — доктор технических наук